# Бей Василь Іванович
Васи́ль Іва́нович Бе́й (псевдо«Улас», «Титар», «Василенко», «Василенко Улас», «Гулий»; 3 березня 1922, с. Литвинів, нині Підгаєцький район, Тернопільська область  — 23 травня 1952, с. Чернихів, Зборівський район, Тернопільська область) — крайовий провідник ОУН ОСУЗ (1947—1949), командир ВО-3 «Лисоня»? (3.08.1947—23.05.1952).

## Життєпис
Народився 3 березня 1922 року в селі Литвинів (нині Підгаєцький район Тернопільської області, Україна).
Закінчив Бережанську гімназію, де наприкінці 1930-их став членом «Юнацтва ОУН». У 1939—1941 — студент медичного факультету Львівського університету.
За німецької окупації очолював «Юнацтво» Організації Українських Націоналістів Підгаєцького повіту, Бережанської округи і Тернопільської області. У 1941 році навчається в підстаршинській школі ОУН у Поморянах. У 1941, коли проводив вишкіл підстаршинської школи у Поморянах, був арештований гестапо, однак через 2 тижні йому вдалося втекти.
Із розформуванням «Юнацтва» (літо 1944 р.) Василь Бей перейшов до Тернопільського обласного проводу ОУН. Він був референтом пропаганди Тернопільщини. На початку квітня 1945 р. проводив на Підгаєччині вишкіл пропагандистів.
У квітні 1945 р. «Улас» був призначений окружним провідником ОУН Чортківщини. На цьому посту перебував дуже коротко — Чортківську округу об'єднали з Бережанською, і В. Бея («Улас», «Вадим», «Євшан») призначили крайовим референтом пропаганди ОУН Подільського краю.
У підпіллі Подільського краю в різний час використовував псевдоніми «Бескид», «Молдаван», «Ткач», «ДД», «111», «112», «303», «7266». На той час крайовим провідником ОУН Подільського краю був Іван Шанайда «Данило». Галина Дидик залишила такий опис Василя Бея: «Низького зросту, худий, блондин, очі світлі, лице кругле», Григорій Ґоляш – дещо інший: «Середнього зросту, худий, лице видовжене, лоб високий, ніс нормальний, мова спокійна, характерних прикмет не має». Як крайовий референт пропаганди Василь Бей взимку 1945—1946 рр. перебував у с. Скородинці Чортківського р-ну разом з охоронцями «Лободою», «Морозенком», «Циганом», Стахом Ганкевичем («Трояном») та керівником зв'язку «Чорним». Цю криївку влітку 1946 р. виявили більшовики. Відтак, до весни 1948 р. він перебував у тодішніх Товстенському або північній частині Заліщицького районів.
Від 1949 р. був членом крайового проводу ОУНР Подільського краю.
За деякими даними, у 1945—1947 роках крайовий провідник ОУН Подільського краю, у 1947—1949 рр. — провідник ОУН ОСУЗ (на Осередньо-Східних українських землях), від 3 серпня 1947 і до загибелі був командиром ВО-3 «Лисоня» (псевдо «Гулий»).

### Загибель
Заарештований МДБ у 1951 році, посланий назад до підпілля з провокативною метою, однак продовжив боротьбу. Загинув під час бою на хуторі Плосковиця (с. Чернихів) Зборівського району Тернопільської області, застрелившись. У бою загинув також начальник штабу ВО-3 «Лисоня»
З ним загинули
1. Пачовська Марія («Оксана»), 1925 р. н., уродженка с. Калагарівка Гусятинського району, секретар-друкарка окружного проводу ОУН;
2. Комар Іван («Олесь»), 1915 р. н., уродженець с. Велика Лука Тернопільського району, окружний провідник ОУН;
3. Михайлишин Павло («Ярий»), 1926 р. н., уродженець с. Цебрів Зборівського району, вояк;
4. Вальчишин Володимир («Тятива»), 1926 р. н., уродженець с. Козлів Козівського району, вояк;
5. Рибак Станіслав («Чалий»), 1922 р. н., уродженець с. С. Митниця Теребовлянського району, Залозецький районний провідник ОУН[5];
6. Рудий Петро («Байрак»), 1929 р. н., уродженець с. Нетерпинці Зборівського району, вояк;
7. Борисяк Володимир («Кущак»), 1923 р. н., уродженець с. Оліїв Зборівського району, вояк;
8. Бріль Василь («Газда»), 1924 р. н., районовий провідник СБ;
9. Повстанці: «Дніпро», «Степан», «Петро».

## Нагороди
- Згідно з Наказом Головного військового штабу УПА 1/48 від 6.06.1948 р. керівник Подільського крайового проводу ОУН Василь Бей — «Улас» нагороджений Срібним хрестом злуги УПА.
- Згідно з Наказом Головного військового штабу УПА 2/50 від 30.07.1950 р. керівник Подільського крайового проводу ОУН Василь Бей — «Улас» нагороджений Золотим хрестом заслуги УПА.

## Вшанування пам'яті
- Посмертно Василь Бей був підвищений до сотника-політвиховника УПА[6]

- 8.10.2017 р. від імені Координаційної ради з вшанування пам'яті нагороджених Лицарів ОУН і УПА у с. Бишки Козівського р-ну Тернопільської обл. Золотий хрест заслуги УПА (№ 003) та Срібний хрест заслуги УПА (№ 003) передані Марії Данилович, невістці сестри Василя Бея — «Уласа».

## Праці
- «Як це насправді з допомогами російського народу» (1949),
- «До питання нашої політпропагандивної роботи у східньоукраїнському середовищі» (1952),
- «Перспективи розвитку національно-визвольної боротьби в Східній Україні» (1951—1952)

## Джерело
- Гуцал П. Бей Василь Іванович // Тернопільський енциклопедичний словник : у 4 т. / редкол.: Г. Яворський та ін. — Тернопіль : Видавничо-поліграфічний комбінат «Збруч», 2004. — Т. 1 : А — Й. — С. 98. — ISBN 966-528-197-6.